# Une balle vous attend
Pour plus de détails, voir Fiche technique et Distribution.
Une balle vous attend (titre original : A Bullet is Waiting) est un film américain de John Farrow sorti en 1954.

## Synopsis
Après avoir survécu au crash de leur avion, le shérif Munson et son prisonnier Ed Stone arrivent dans la ferme des Canham où ils sont bien accueillis. Alors que Stone tente de s'échapper, voilà que Cally, la fille du fermier, tombe amoureuse de lui...

## Fiche technique
- Titre original : A Bullet is Waiting
- Réalisation : John Farrow
- Scénario : Casey Robinson et Thames Williamson d'après une histoire de Thames Williamson
- Directeur de la photographie : Franz Planer
- Montage : Otto Ludwig
- Musique : Dimitri Tiomkin
- Production : Howard Welsch
- Genre : Drame
- Pays de production :  États-Unis
- Durée : 90 minutes (1 h 30)
- Date de sortie :
  - États-Unis : 4 septembre 1954
  - France : 24 février 1956
- Affiche : Constantin Belinsky (France)

## Distribution
- Rory Calhoun (VF : Marc Cassot) : Ed Stone
- Jean Simmons : Cally (Dolly en VF) Canham
- Stephen McNally (VF : Jacques Beauchey) : le shérif Munson
- Brian Aherne (VF : René Arrieu) : David Canham